# 野沢雅子がよむこどもの詩 きのう・きょう・ずーっとあした
『野沢雅子がよむこどもの詩 きのう・きょう・ずーっとあした』（のざわまさこがよむこどものし きのう・きょう・ずーっとあした）は、2014年3月30日まで日本各地のラジオ局で放送されていたラジオ番組である。

## 概要
子供たちが書いた詩を声優の野沢雅子が朗読していたミニ番組。オープニングのBGMはゴンチチの「無能の人」。
この番組は、番組制作会社のメディア・アート・ラッシュ (M.A.R) が制作・配給していた。いわゆる製作局というものを持たない番組のため、ネット局それぞれが作品の郵送先となっていた。メディア・アート・ラッシュへ直接郵送することも可能であった。

## ネット局
土曜もしくは日曜に放送する局が多かった。放送時間の長さはネット局ごとに異なり、5分枠（作品紹介数：1作）で放送する局と10分枠（作品紹介数：2作）で放送する局とに分かれていた。福井放送やKBS京都では15分枠で放送されていたこともある。

### 番組終了時のネット局
放送日時は、2013年7月時点でのものを記載。
| 放送対象地域 | 放送局     | 系列         | 放送日時           | 備考                  |
| ------------ | ---------- | ------------ | ------------------ | --------------------- |
| 青森県       | 青森放送   | JRN・NRN系列 | 土曜 17:50 - 18:00 | 2014年3月29日まで放送 |
| 秋田県       | 秋田放送   | JRN・NRN系列 | 土曜 17:50 - 18:00 | 2014年3月29日まで放送 |
| 富山県       | 北日本放送 | JRN・NRN系列 | 日曜 8:40 - 8:50   | 2014年3月30日まで放送 |
| 石川県       | 北陸放送   | JRN・NRN系列 | 土曜 5:20 - 5:30   | 2014年3月29日まで放送 |
| 山口県       | 山口放送   | JRN・NRN系列 | 土曜 5:00 - 5:10   | 2014年3月29日まで放送 |
| 香川県       | 西日本放送 | JRN・NRN系列 | 土曜 11:20 - 11:30 | 2014年3月29日まで放送 |

### 途中までネットしていた局
放送日時は、ネット打ち切り時点でのものを記載。
| 放送対象地域 | 放送局                   | 系列         | 放送日時           | 備考                                                                                         |
| ------------ | ------------------------ | ------------ | ------------------ | -------------------------------------------------------------------------------------------- |
| 関東広域圏   | TBSラジオ                | JRN系列      | 日曜 9:55 - 10:00  | わかさ生活の一社提供 2007年4月1日まで放送 10分枠で放送されていた時期あり                     |
| 京都府       | KBS京都                  | NRN系列      | 日曜 10:35 - 10:50 | 第1・3・5週のみの放送                                                                        |
| 北海道       | 北海道放送               | JRN・NRN系列 | 土曜 8:20 - 8:30   |                                                                                              |
| 宮城県       | 東北放送                 | JRN・NRN系列 | 日曜 6:15 - 6:25   |                                                                                              |
| 福井県       | 福井放送                 | JRN・NRN系列 | 日曜 12:50 - 13:00 | 2009年3月29日まで放送 15分枠で放送されていた時期あり 第1・3・5週のみに放送されていた時期あり |
| 近畿広域圏   | MBSラジオ                | JRN・NRN系列 |                    | 10分枠で放送                                                                                 |
| 広島県       | 中国放送                 | JRN・NRN系列 | 日曜 11:30 - 11:40 |                                                                                              |
| 神奈川県     | アール・エフ・ラジオ日本 | 独立放送局   |                    | 10分枠で放送                                                                                 |
| 兵庫県       | ラジオ関西               | 独立放送局   | 日曜 12:55 - 13:00 |                                                                                              |